# Eukelade (maan)
Eukelade, of Jupiter XLVII is een natuurlijke satelliet van Jupiter. De maan werd ontdekt in 2003 door de Universiteit van Hawaï in Manoa onder leiding van Scott S. Sheppard en kreeg de naam S/2003 J 1.
Eukelade is 4 kilometer in doorsnee en draait rond Jupiter met een gemiddelde afstand van 23,323 Gm in 730,33 dagen.
De maan is genoemd naar Eukelade, een van de Muzen uit de Griekse mythologie.